# Ischnomera nigrocyanea
Ischnomera nigrocyanea (лат.) — вид жуков из семейства усачей (Cerambycidae). Распространён на южных Курильских островах (Итуруп, Кунашир), в Японии (Хоккайдо, Хонсю, Сикоку, Рюкю) и на полуострове Кореи.
Длина тела жуков 6—7,1 мм. Голова, переднеспинка и надкрылья чёрно-синие или синие, голени тёмно-бурые или чёрные. Усики бурые.